# Katia Zuccarelli
Katia Zuccarelli (Toronto, Ontario; 12 de noviembre de 1992) es una cantante y compositora de género country pop canadiense.
Zuccarelli canta el tema musical principal de la serie de YTV (acutualmente Nickelodeon) Life with Boys ""A Wonderful Life", así como la banda sonora de la CTV "Season Star Instant 4" cantando la canción Here We Go Again.
Zuccarelli se encuentra trabajando en su álbum debut, haciendo frecuentes viajes a Nashville, Tennessee para los esfuerzos co-escritura.